# Имшегал (село)
Имшега́л — село в Тарском районе Омской области. Административный центр Имшегальского сельского поселения.
Основано в 1899 году.
Население — 266 (2010)

## Физико-географическая характеристика
Село находится в зоне южной тайги, в пределах Васюганской равнины, являющейся частью Западно-Сибирской равнины, на правом берегу реки Шиш, при впадении реки Имшегал, на высоте 110 метров над уровнем моря. Рельеф местности холмисто-равнинный. В окрестностях преобладают лиственные леса. Отдельные участки местности заболочены. Почвы дерново-подзолистые иллювиально-железистые и пойменные кислые.
По автомобильным дорогам расстояние до районного центра города Тара составляет 84 км, до областного центра города Омск — 370 км. К селу подъезд с твёрдым покрытием отсутствует.
Климат
Климат резко континентальный (согласно классификации климатов Кёппена — Dfc), с явно выраженными климатическими сезонами и значительными колебаниями температур в течение года. Многолетняя норма осадков — 474 мм. Наибольшее количество осадков выпадает в июле — 73 мм, наименьшее в феврале — 15 мм. Среднегодовая температура отрицательная и составляет − 0,7° С, средняя температура самого холодного месяца января − 19,9° С, самого жаркого месяца июля + 18,1° С.
Часовой пояс
Имшегал, как и вся Омская область, находится в часовой зоне МСК+3. Смещение применяемого времени относительно UTC составляет +6:00.

## История
Основано в 1899 году переселенцами-зырянами из Усть-Куломской волости Яренского уезда Вологодской губернии в составе Седельниковской волости Тарского уезда Тобольской губернии.
Посёлок располагался на чистом месте, поляны, гари, а поросль лиственного леса сравнительно молодая и легче для расчистки. Болот и сырых низин больше в участке Имшегальском. Почва супесчаная, подпочва на увалах песок. Водой обеспечен из реки Имшегал. Дороги существуют, но плохие, так весной сообщение было затруднительным. Площадь участка составляла 2609 десятин земли (удобной 2172 десятины, неудобной 236 десятин). Рассчитан на 139 душевых долей. Посёлок начал заселяться в 1899 году. Сельское общество образовано в 1899 году. Водворено 106 душ мужского пола. Оставалось свободными 33 душевые доли.
Посёлок описывался следующим образом: «Общая площадь участка 2609 десятин. Число душевых долей 139. Начало заселения участка 1899 год. Образование сельского общества 1899 год. Водворено 106 душ мужского пола. Больше всего здесь болот и сырых низин».
В 1899 году по журналу общего присутствия Тобольского губернского управления от 7 января № 148, разрешено образование самостоятельного сельского общества из переселенцев, водворённых на участке Имшегальском в числе 21 семья, 53 мужского и 57 женского пола душ, с наименованием этого общества «Имшегальским» с причислением его к Седельниковской волости.
1 августа 1901 года посёлок передан в состав образованной Атирской волости.
В 1903 году посёлок располагался при речке Большой Шиш на просёлочной дороге. Имелось 33 двора.
В 1908 году в посёлке открыта сельская общественная сберегательная касса.
В 1909 году посёлок располагался на расстоянии 603 версты от губернского города, 66 верстах от уездного города и камеры мирового судьи, приставского участка, базар, 25 верстах от волостного правления и приходской церкви, врачебного (фельдшерского) пункта, 22 верстах от школы официальной. Имелось 40 отдельных хозяйств, хлебозапасный магазин.
В 1924 году вошёл в состав Знаменской волости.
В 1925 году вошёл в состав Знаменского района Тарского округа Сибирского края.
На 1926 года входил в Оноренский сельский совет. Имелась школа 1 ступени. Преобладающей национальностью были зыряне. Насчитывалось 52 хозяйства. Ближайшая железнодорожная станция находилась в городе Омске, речная пристань в деревне Пологрудовой, почтовое отделение в селе Знаменском, рынок сельскохозяйственных и промышленных продуктов в городе Таре.
В 1930 году образован Имшегальский сельсовет Тарского района Тарского округа Западно-Сибирского края. С 1934 года — в составе Знаменского района Омской области. В 1940 году включено в состав Васисского района, после упразднения последнего в 1962 году — в составе Тарского района.
В 1931 году организован колхоз «Свободный зырянин». В 1930-е годы в Имшегал ссылали спецпереселенцев из разных областей Советского Союза.
На 1991 год село являлось центром колхоза имени Ильича.

## Население
- 1899 — 110 человек (53 м — 57 ж);
- 1903 — 210 человек (100 м — 110 ж);
- 1909 — 247 человек (129 м — 118 ж);
- 1912 — 159 человек православных;
- 1926 — 317 человек (151 м — 166 ж).

| 1926 | 2002 | 2010 |
| ---- | ---- | ---- |
| 317  | ↗391 | ↘266 |

## Инфраструктура
В селе работают Дом культуры, библиотека, детский сад, ФАП. Школа закрыта.